# エドマンド・アンシン
エドマンド・N・アンシン（英語：Edmund N. Ansin、1936年3月9日 - 2020年7月26日）は、アメリカ合衆国の億万長者であり、サンビーム・テレビジョンの共同創設者だった。他の独立放送局で使用されていた従来の型から脱却し、テレビニュース業界の革新者であると信じられていた。彼のアプローチは、最初はマイアミで、次にボストンで成功を収めた。

## 幼少期と教育
エドマンド・アンシンはマサチューセッツ州ウースターのユダヤ人家族に生まれ、近くの同州アソル (マサチューセッツ州)で育った。1936年、父親でウクライナ移民の息子であるシドニー・D・アンシンは、同州フィッチバーグに靴製造業であるアンウェルト・シュー（Anwelt Shoe）を設立した。彼は1941年に家族をフロリダに引っ越した。彼の両親はマイアミビーチのテンプル・ベス・ショロム (フロリダ州マイアミビーチ)の創設メンバーだった。アンシンはアンドーバー・アカデミーの進学予備のためにマサチューセッツに送り返された。ハーバード大学で2年間過ごした後、1957年にペンシルベニア大学で経済学の理学士号を取得して卒業した。弟は元マサチューセッツ州商取引委員であるロナルド・アンシンで、1966年にロナルドのシドニーからアンウェルト・シューを買収した。

## キャリア
1962年、父親のシドニーがマイアミのNBC系列テレビ局であるWCKTのライセンスを340万ドルで買収した後、エドマンドとシドニーはサンビーム・テレビジョン・コーポレーション（以下、「サンビーム」）を設立した。エドマンドはサンビームのエグゼクティブ・バイス・プレジデントに就任し、1971年にシドニーが亡くなった後、同社の社長に就任した。WCKTは1983年にコールサインをWSVNに変更し、1988年の終わりに、WSVNはNBCとアンシンとの提携を失った後、CBS会長のローレンス・ティッシュが同局を買収するという申し出を非難した後、ネットワークに所属していなかった。同局は、新興のFOXネットワークと提携し、新しく立ち上げられたCNN衛星ネットワークからのコンテンツでローカルニュース放送を補完した。アンシンは、成功した独立放送局（朝の子供番組、午後のゲーム番組、夜の映画、シンジケート・シットコム）で使用されている従来のアプローチに従うのではなく、ニュースに焦点を当てることにした。アンシンとニュースディレクターのジョエル・チートウッドは、乾いたストイックな伝え方の代わりに、ペースの速いリポート、犯罪関連のニュース記事主導、速報生中継、そしてかなりのプレゼンターを備えた、今やユビキタスな「マイアミニューススタイル（Miami News style）」を形成した。「If it bleeds, it leads（残酷な事件ほど[血が流れれば]トップニュース）」というのが業界のキャッチフレーズとなった。このアプローチは大成功を収め、WSVNのニュースはすぐにマーケットリーダーとなった。WSVNは2011年に9600万ドルの収益を報告した。
1993年、ボストンのWHDH (TV)（チャンネル7）を買収した。アンシンは個々のニュース記事に費やす時間を短縮し、ビデオとオーディオの効果に大きく依存し、「その場で」のリポートを強調した。2006年、サンビームは、CWテレビジョンネットワークの系列局であるボストンのWLVIをトリビューン・ブロードキャスティングから買収した。
サンビームの子会社であるサンビーム・プロパティーズ（Sunbeam Properties）は、ブロワード郡で最大のビジネスパークである400エーカーのミラマー・パーク・オブ・コマースを開発した。

## 慈善活動
アンシンは、3つの異なる都市で慈善活動に対してユナイテッド・ウェイ・オブ・アメリカのアレクシ・ド・トックビル賞（Alexis de Tocqueville Award）を受賞した唯一の人物だった。エマーソン大学のラジオ局とテクニカルコミュニケーションビルを建設するために100万ドルを寄付した。アンシンと弟である元マサチューセッツ州商務委員であるロナルド・アンシンは、ボーイズ・アンド・ガールズ・クラブ・オブ・ボブトン（Boys and Girls Clubs of Boston）とそのユース・サービス・プロバイダー・ネットワーク（Youth Service Providers Network）に260万ドルを寄付した。

## 私生活
アンシンは、マイアミ・シティ・バレエ団を創設した妻のトビー・ラーナー・アンシンと離婚した。彼らには3人の子供がおり、アンドリュー・アンシンはサンビーム・プロパティーズで、ジェームズ・アンシンはサンビーム・テレビジョンでそれぞれ勤務しており、そしてステファニー・アンシンは、PlayGround Theater（現：マイアミ・シアター・センター）の芸術監督兼共同創設者である。アンシンはテンプル・ベス・デビッド（Temple Beth David）のメンバーでした。
2020年7月26日にマイアミの自宅で死去。84歳。亡くなる週末だけ体調を崩していた。サンビーム・テレビジョンの放送事業は、アンドリューとジェームズが率いるアンシン一家の中で継続することが期待されている。